# Tetronarce microdiscus
Tetronarce microdiscus (anteriormente Torpedo microdiscus) es una especie de la familia Torpedinidae. Fue descrita por Parin y Kotlyar en 1985.
La parte dorsal es de color marrón oscuro. Se distribuye en el océano Pacífico, entre Perú y Chile.